# Camptopoeum samarkandum
Camptopoeum samarkandum är en biart som först beskrevs av Oktawiusz Radoszkowski 1872.
Camptopoeum samarkandum ingår i släktet Camptopoeum och familjen grävbin. Inga underarter finns listade.